# 京急大津駅
京急大津駅（けいきゅうおおつえき）は、神奈川県横須賀市大津町一丁目にある、京浜急行電鉄本線の駅である。駅番号はKK62。

## 歴史
- 1930年（昭和5年）4月1日 - 湘南大津駅として開業。
- 1941年（昭和16年）11月1日 - 湘南電気鉄道と京浜電気鉄道が合併、京浜電気鉄道の駅となる。
- 1942年（昭和17年）5月1日 - 京浜電気鉄道が東京横浜電鉄へ合併。東京急行電鉄（大東急）の駅となる。
- 1948年（昭和23年）6月1日 - 京浜急行電鉄が発足、京浜急行電鉄の駅となる。
- 1963年（昭和38年）11月1日 - 京浜大津駅に改称。
- 1987年（昭和62年）6月1日 - 京急大津駅に改称[1]。

## 駅構造

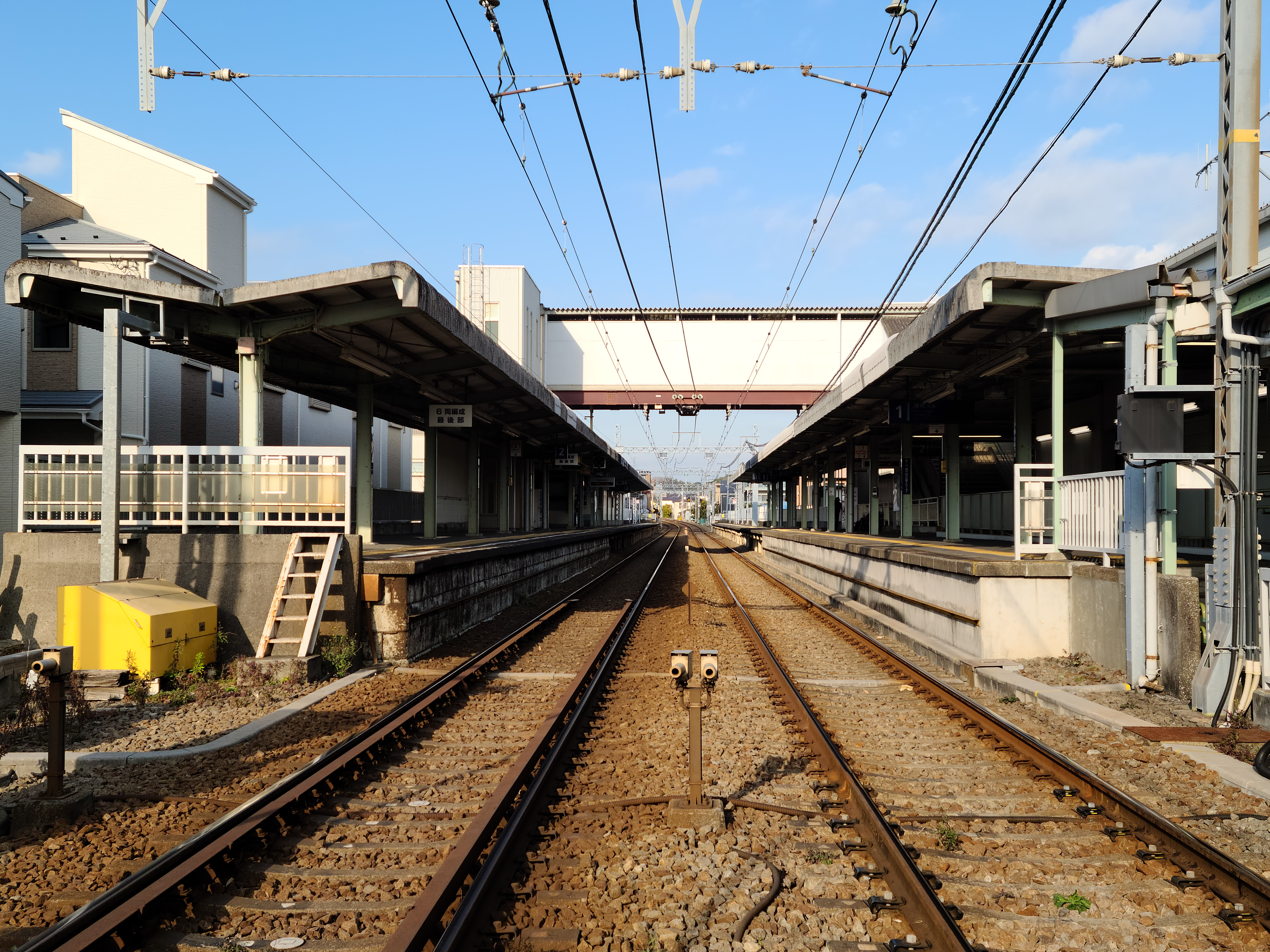
ホーム（2021年2月1日 踏切より）

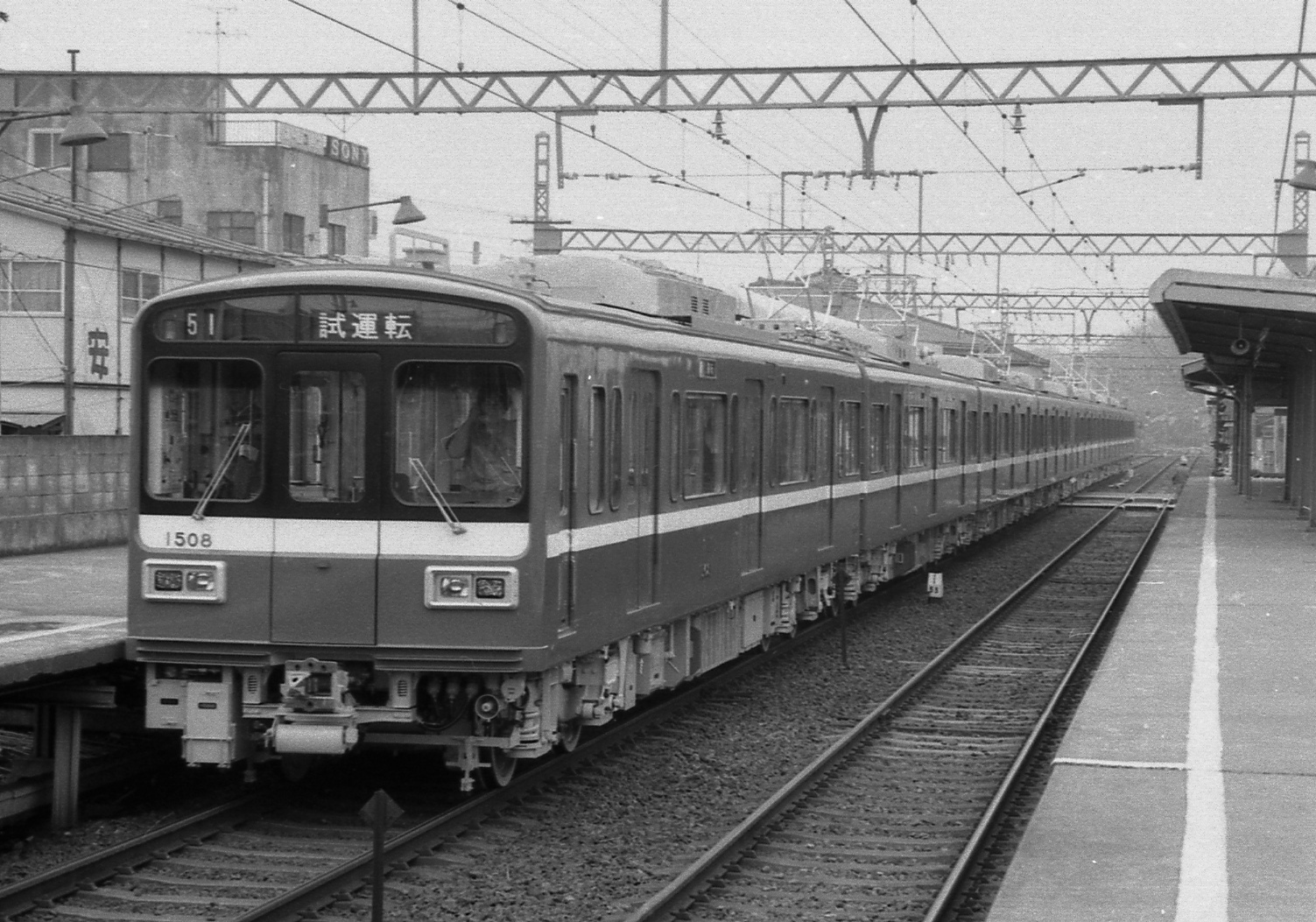
京浜大津駅時代に撮影された1500形（1985年4月撮影）
上写真と比較すると上屋が短く、跨線橋が無い。

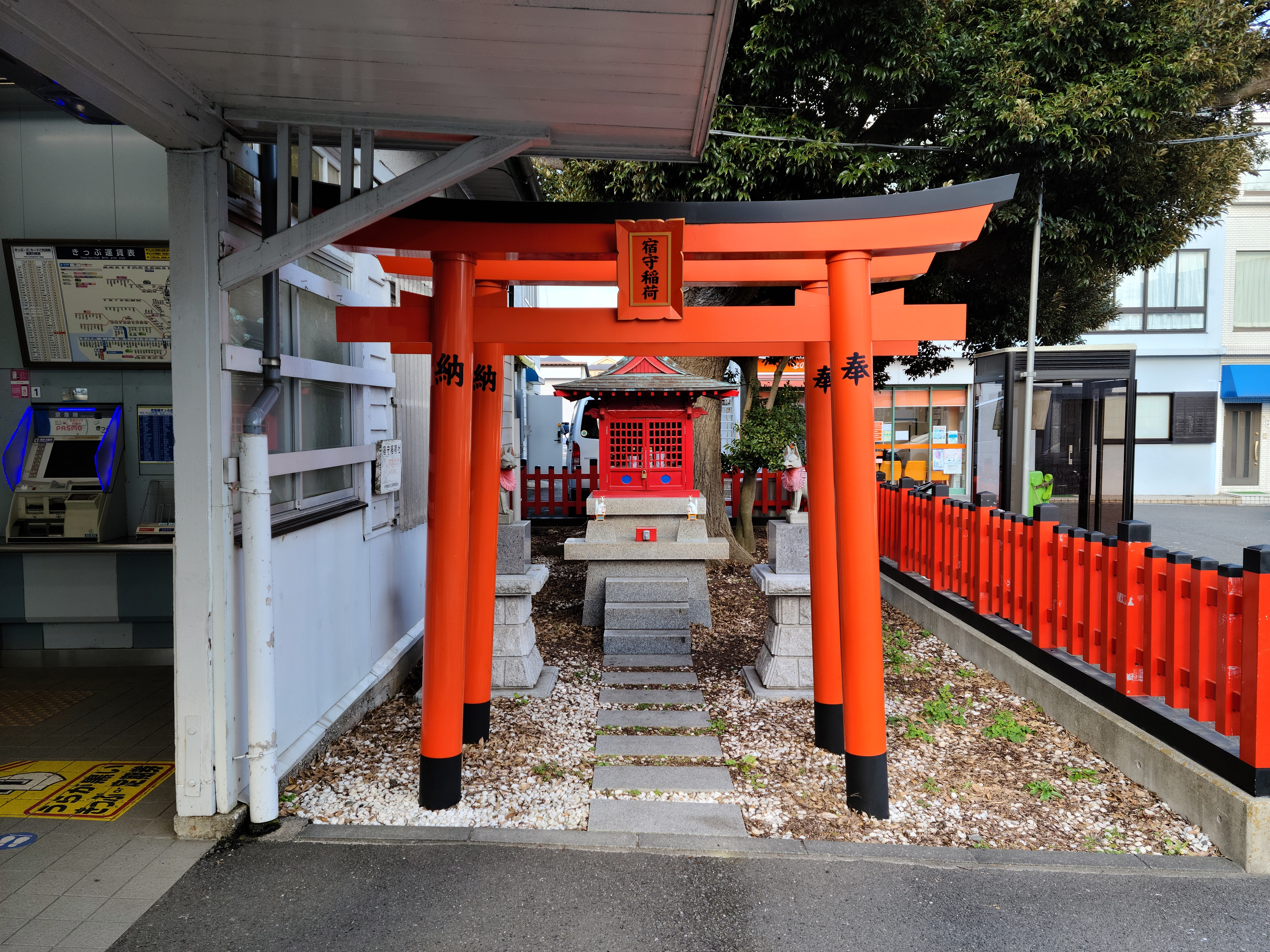
大津宿守稲荷（2021年2月1日）

相対式ホーム2面2線を有する地上駅。駅舎と改札口は1番線の馬堀海岸方にあり、ホーム中ほどに両ホームを連絡する跨線橋がある。駅の馬堀海岸方には京急大津第1踏切がある。かつて、跨線橋の竣工前はホーム浦賀方に構内踏切が存在していた。
駅舎は古い木造で、内部には自動券売機と自動改札機が設置されているほか、窓口と売店、さらに堀ノ内方にトイレがある。その他、駅構内には金沢文庫保線区大津保線班も置かれている。

### のりば
| 番線 | 路線 | 方向 | 行先           |
| ---- | ---- | ---- | -------------- |
| 1    | 本線 | 下り | 浦賀方面       |
| 2    | 本線 | 上り | 横浜・品川方面 |

## 利用状況
2024年（令和6年）度の1日平均乗降人員は4,530人であり、京急線全72駅中69位。
近年の1日平均乗降人員と乗車人員の推移は下記の通り。
| 年度               | 1日平均 乗降人員 | 1日平均 乗車人員 | 出典     |
| ------------------ | ---------------- | ---------------- | -------- |
| 1995年（平成07年） |                  | 3,486            | [ * 1 ]  |
| 1998年（平成10年） |                  | 3,200            | [ * 2 ]  |
| 1999年（平成11年） |                  | 3,199            | [ * 3 ]  |
| 2000年（平成12年） |                  | 3,128            | [ * 3 ]  |
| 2001年（平成13年） |                  | 3,077            | [ * 4 ]  |
| 2002年（平成14年） | 6,173            | 3,018            | [ * 5 ]  |
| 2003年（平成15年） | 6,050            | 2,920            | [ * 6 ]  |
| 2004年（平成16年） | 5,974            | 2,891            | [ * 7 ]  |
| 2005年（平成17年） | 5,841            | 2,814            | [ * 8 ]  |
| 2006年（平成18年） | 5,917            | 2,871            | [ * 9 ]  |
| 2007年（平成19年） | 5,932            | 2,892            | [ * 10 ] |
| 2008年（平成20年） | 5,798            | 2,889            | [ * 11 ] |
| 2009年（平成21年） | 5,607            | 2,787            | [ * 12 ] |
| 2010年（平成22年） | 5,511            | 2,743            | [ * 13 ] |
| 2011年（平成23年） | 5,357            | 2,664            | [ * 14 ] |
| 2012年（平成24年） | 5,343            | 2,660            | [ * 15 ] |
| 2013年（平成25年） | 5,290            | 2,629            | [ * 16 ] |
| 2014年（平成26年） | 5,193            | 2,578            | [ * 17 ] |
| 2015年（平成27年） | 5,109            | 2,531            | [ * 18 ] |
| 2016年（平成28年） | 5,106            | 2,531            | [ * 19 ] |
| 2017年（平成29年） | 5,102            | 2,546            | [ * 20 ] |
| 2018年（平成30年） | 5,043            | 2,515            | [ * 21 ] |
| 2019年（令和元年） | 4,943            | 2,439            | [ * 22 ] |
| 2020年（令和02年） | 3,806            |                  |          |
| 2021年（令和03年） | 4,160            |                  |          |
| 2022年（令和04年） | 4,416            |                  |          |
| 2023年（令和05年） | 4,428            |                  |          |
| 2024年（令和06年） | 4,530            |                  |          |

## 駅周辺
周辺は住宅街となっている。埋め立てで遠ざかってはいるものの海岸も近く、500mほど北へ進むと大津漁港がある。
駅舎の脇には大津宿守稲荷が鎮座する。1713年（正徳3年）創建といわれ、祭神は宇迦魂命。京急建設や京浜急行電鉄が奉納した鳥居があるほか、毎年初午に執り行われる祭礼には、当駅の職員も参加するという。また駅の南には、坂本龍馬の妻・楢崎龍の墓があることで知られる信楽寺が所在する。
- 横須賀大津郵便局
- 横須賀市役所大津行政センター
- 横須賀市立大津小学校
- 横須賀市立大津中学校
- 神奈川県立横須賀大津高等学校
- ドン・キホーテ横須賀店

## バス路線
駅前に乗り入れるバス路線はないが、駅北部徒歩3分程の県道上に設置されている「大津」が最寄りバス停。発着する路線の詳細は京浜急行バス久里浜営業所を参照。
- 東方向
  - 須22 - 防衛大学校行
  - 堀23 - 立野団地循環
  - 須24 - 観音崎行（走水経由）
  - 須26 - かもめ団地行（浦賀駅経由）
  - 須28 - 観音崎自然博物館行 ※休日日中のみ
- 西方向
  - 須22・須24・須25・須26・須28 - 横須賀駅行（米ヶ浜経由） ※18時台まで
  - 須22・須24 - 横須賀駅行（日ノ出町経由） ※18時台以降
  - 堀23 - 堀内駅行

## 隣の駅
京浜急行電鉄
 本線
■特急・■普通
堀ノ内駅 (KK61) - 京急大津駅 (KK62) - 馬堀海岸駅 (KK63)